# Fédération de Porto Rico de football
La Fédération de Porto Rico de football (Federación Puertorriqueña de Fútbol (es) F.P.F.; Puerto Rican Football Federation (en)) est une association regroupant les clubs de football de Porto Rico et organisant les compétitions nationales et les matchs internationaux de la sélection de Porto Rico.
La fédération nationale de Porto Rico est fondée en 1940. Elle est affiliée à la FIFA depuis 1960 et est membre de la CONCACAF depuis 1961.